# Joy (Name)
Joy ist ein weiblicher Vorname, der auch als Familienname vorkommt.

## Herkunft und Bedeutung
Das englische Wort Joy bedeutet Freude und hängt zusammen mit dem  französischen joie, von lateinisch gaudium. Der Name verbreitete sich ab dem Ende des 19. Jahrhunderts vor allem im englischen Sprachraum.

## Namensträgerinnen

### Vorname
- Joy Alphonsus (* 1987), in Österreich lebende nigerianische Schauspielerin
- Joy Bryant (* 1976), US-amerikanische Schauspielerin
- Joy Buolamwini (* 1989), US-amerikanische Computerwissenschaftlerin
- Joy Cayler (1923–2014), US-amerikanische Jazz-Trompeterin und Bandleaderin
- Joy Crookes (* 1998), britische Singer-Songwriterin
- Joy Denalane (* 1973), deutsche Soul- und R&B-Sängerin
- Joy Ellis (* um 1990), britische Musikerin (Piano, E-Piano, Gesang) und Songwriterin des Modern Jazz
- Joy Ewulu (* 2000), deutsche Schauspielerin
- Joy Fielding (* 1945), kanadische Schriftstellerin und Schauspielerin
- Joy Garrett (1945–1993), US-amerikanische Film- und Theaterschauspielerin sowie Sängerin
- Joy Gruttmann (* 1995), deutsche Popsängerin
- Joy Harington (1914–1991), britische Schauspielerin
- Joy Kogawa (* 1935), kanadische Schriftstellerin
- Joy Lauren (* 1989), US-amerikanische Schauspielerin
- Joy Mogensen (* 1980), dänische Politikerin der Socialdemokraterne
- Joy Onaolapo (1982–2013), nigerianische Paralympics-Gewichtheberin
- Joy Jacqueline Pereira (* 1965), malaysische[2] Geowissenschaftlerin
- Joy Pamela Rendi-Wagner (* 1971), österreichische Infektiologin, Epidemiologin, Tropenmedizinerin und Politikerin (SPÖ)
- Joy Smithers (* 1963), australische Schauspielerin
- Joy Sunday (* 1996), US-amerikanische Schauspielerin
- Joy Udo-Gabriel (* 1999), nigerianische Sprinterin
- Joy Villa (* 1991), US-amerikanische Schauspielerin und Rocksängerin
- Joy Womack (* 1994), US-amerikanische Balletttänzerin

### Künstlername / Pseudonym
- Joy (Sängerin) (eigentlich: Park Soo-young; * 1996), südkoreanische Sängerin und Schauspielerin
- Joy Adamson, eigentlich Friederike Victoria Adamson (1910–1980), britisch-österreichische Naturforscherin, Malerin und Schriftstellerin
- Joy Chant (eigentlich Eileen Joyce Rutter; * 1945), britische Schriftstellerin
- Joy Fleming (bürgerlich Erna Liebenow; 1944–2017), deutsche Jazz-, Blues- und Schlagersängerin
- Joy Marshall (eigentlich: Joan Pipkins King; 1936–1968), US-amerikanische Pop- und Jazzsängerin
- Vance Joy (eigentlich: James Keogh; * 1987), australischer Singer-Songwriter

### Zwischenname
- Gina Joy Carano (* 1982), US-amerikanische Schauspielerin
- Andrea Joy Cook (* 1978), kanadische Schauspielerin, siehe A. J. Cook
- Lara Joy Körner (* 1978), deutsche Schauspielerin
- Da’Vine Joy Randolph (* 1986), US-amerikanische Musicaldarstellerin, Sängerin und Schauspielerin

## Familienname
- Charles Arad Joy (1823–1891), US-amerikanischer Geologe
- Charles Frederick Joy (1849–1921), US-amerikanischer Politiker
- Charles Turner Joy (1895–1956), US-amerikanischer Admiral
- David Joy (Eisenbahningenieur) (1825–1903), britischer Eisenbahningenieur
- David Joy (Filmtechniker) (1901–1995), US-amerikanischer Filmtechniker
- Petra Joy (* 1964), deutsche Regisseurin, Filmemacherin, Autorin und Fotografin

## Nachweise
1. ↑  behindthename.com: Joy